# Coniceromyia pilipleura
Coniceromyia pilipleura är en tvåvingeart som beskrevs av Borgmeier 1962. Coniceromyia pilipleura ingår i släktet Coniceromyia och familjen puckelflugor. Inga underarter finns listade i Catalogue of Life.